# Gran Premio del Belgio 1967
Il Gran Premio del Belgio 1967 fu una gara di Formula 1, disputatasi il 18 giugno 1967 sul Circuito di Spa-Francorchamps. Fu la quarta prova del mondiale 1967 e vide la vittoria dell'americano Dan Gurney su Eagle, seguito dal britannico Jackie Stewart, su BRM e dal neozelandese Chris Amon, su Ferrari.

## Qualifiche
| Pos | No | Pilota              | Costruttore     | Scuderia                    | Tempo  | Distacco |
| --- | -- | ------------------- | --------------- | --------------------------- | ------ | -------- |
| 1   | 21 | Jim Clark           | Lotus-Ford      | Team Lotus                  | 3:28.1 | -        |
| 2   | 36 | Dan Gurney          | Eagle-Weslake   | Anglo American Racers       | 3:31.2 | +3.1     |
| 3   | 22 | Graham Hill         | Lotus-Ford      | Team Lotus                  | 3:32.9 | +4.8     |
| 4   | 29 | Jochen Rindt        | Cooper-Maserati | Cooper Car Company          | 3:34.3 | +6.2     |
| 5   | 1  | Chris Amon          | Ferrari         | Scuderia Ferrari SpA SEFAC  | 3:34.3 | +6.2     |
| 6   | 14 | Jackie Stewart      | BRM             | Owen Racing Organisation    | 3:34.8 | +6.7     |
| 7   | 25 | Jack Brabham        | Brabham-Repco   | Brabham Racing Organisation | 3:35.0 | +6.9     |
| 8   | 3  | Mike Parkes         | Ferrari         | Scuderia Ferrari SpA SEFAC  | 3:36.6 | +8.5     |
| 9   | 2  | Ludovico Scarfiotti | Ferrari         | Scuderia Ferrari SpA SEFAC  | 3:37.7 | +9.6     |
| 10  | 7  | John Surtees        | Honda           | Honda Racing                | 3:38.4 | +10.3    |
| 11  | 12 | Mike Spence         | BRM             | Owen Racing Organisation    | 3:38.5 | +10.4    |
| 12  | 39 | Jo Bonnier          | Cooper-Maserati | Joakim Bonnier Racing Team  | 3:39.1 | +11.0    |
| 13  | 30 | Pedro Rodríguez     | Cooper-Maserati | Cooper Car Company          | 3:39.5 | +11.4    |
| 14  | 26 | Denny Hulme         | Brabham-Repco   | Brabham Racing Organisation | 3:40.3 | +12.2    |
| 15  | 17 | Chris Irwin         | BRM             | Reg Parnell Racing          | 3:44.4 | +16.3    |
| 16  | 34 | Jo Siffert          | Cooper-Maserati | Jack Durlacher Racing Team  | 3:45.4 | +17.3    |
| 17  | 19 | Bob Anderson        | Brabham-Climax  | DW Racing Entreprises       | 3:49.5 | +21.4    |
| 18  | 32 | Guy Ligier          | Cooper-Maserati | Privato                     | 4:01.2 | +33.1    |

## Gara
| Pos | No | Pilota              | Costruttore     | Giri | Tempo/Ritiro     | Griglia | Punti |
| --- | -- | ------------------- | --------------- | ---- | ---------------- | ------- | ----- |
| 1   | 36 | Dan Gurney          | Eagle-Weslake   | 28   | 1:40:49.4        | 2       | 9     |
| 2   | 14 | Jackie Stewart      | BRM             | 28   | + 1:03.0         | 6       | 6     |
| 3   | 1  | Chris Amon          | Ferrari         | 28   | + 1:40.0         | 5       | 4     |
| 4   | 29 | Jochen Rindt        | Cooper-Maserati | 28   | + 2:13.9         | 4       | 3     |
| 5   | 12 | Mike Spence         | BRM             | 27   | + 1 giro         | 11      | 2     |
| 6   | 21 | Jim Clark           | Lotus-Ford      | 27   | + 1 giro         | 1       | 1     |
| 7   | 34 | Jo Siffert          | Cooper-Maserati | 27   | + 1 giro         | 16      |       |
| 8   | 19 | Bob Anderson        | Brabham-Climax  | 26   | + 2 giri         | 17      |       |
| 9   | 14 | Pedro Rodríguez     | Cooper-Maserati | 25   | Motore           | 13      |       |
| 10  | 32 | Guy Ligier          | Cooper-Maserati | 25   | + 3 giri         | 18      |       |
| NC  | 2  | Ludovico Scarfiotti | Ferrari         | 24   | Non classificato | 9       |       |
| Rit | 25 | Jack Brabham        | Brabham-Repco   | 15   | Motore           | 7       |       |
| Rit | 26 | Denny Hulme         | Brabham-Repco   | 14   | Motore           | 14      |       |
| Rit | 39 | Jo Bonnier          | Cooper-Maserati | 10   | Motore           | 12      |       |
| Rit | 22 | Graham Hill         | Lotus-Ford      | 3    | Frizione         | 3       |       |
| Rit | 7  | John Surtees        | Honda           | 1    | Motore           | 10      |       |
| Rit | 17 | Chris Irwin         | BRM             | 1    | Motore           | 15      |       |
| Rit | 3  | Mike Parkes         | Ferrari         | 0    | Incidente        | 8       |       |

## Statistiche

### Piloti
- 4ª e ultima vittoria per Dan Gurney
- Ultimo Gran Premio per Mike Parkes

### Costruttori
- 1° e unica vittoria per la Eagle
- 1° podio e primo giro più veloce per la Eagle

### Motori
- 1° e unica vittoria per il motore Weslake
- 1° podio e primo giro più veloce per il motore Weslake

### Giri al comando
- Jim Clark (1-12)
- Jackie Stewart (13-20)
- Dan Gurney (21-28)

## Classifiche Mondiali

### Piloti
| Pos | Pilota              | Punti |
| --- | ------------------- | ----- |
| 1   | Denny Hulme         | 16    |
| 2   | Pedro Rodríguez     | 11    |
|     | Chris Amon          | 11    |
| 4   | Jim Clark           | 10    |
| 5   | Dan Gurney          | 9     |
| 6   | Jack Brabham        | 7     |
| 7   | John Love           | 6     |
|     | Graham Hill         | 6     |
|     | Jackie Stewart      | 6     |
| 10  | John Surtees        | 4     |
| 11  | Bruce McLaren       | 3     |
|     | Mike Spence         | 3     |
|     | Jochen Rindt        | 3     |
| 14  | Bob Anderson        | 2     |
|     | Mike Parkes         | 2     |
| 16  | Ludovico Scarfiotti | 1     |

### Costruttori
| Pos | Costruttore     | Punti |
| --- | --------------- | ----- |
| 1   | Brabham-Repco   | 18    |
| 2   | Cooper-Maserati | 14    |
| 3   | Ferrari         | 11    |
| 4   | Lotus-Ford      | 10    |
| 5   | Eagle-Weslake   | 9     |
| 6   | BRM             | 7     |
| 7   | Cooper-Climax   | 6     |
|     | Lotus-BRM       | 6     |
| 9   | Honda           | 4     |
| 10  | McLaren-BRM     | 3     |
| 11  | Brabham-Climax  | 2     |